# Evergestis montis
Evergestis montis là một loài bướm đêm trong họ Crambidae.